# Jim Boylen
James Francis Boylen (ur. 18 kwietnia 1965 w East Grand Rapids) – amerykański koszykarz akademicki, następnie trener koszykarski. Od 2023 asystent trenera w klubie Indiana Pacers.
3 lipca 2023 został asystentem trenera Indiana Pacers.

## Osiągnięcia
Na podstawie, o ile nie zaznaczono inaczej.

### Zawodnicze
NCAA
- Zaliczony do I składu konferencji North Atlantic (1987)

### Trenerskie
Asystent trenera
- Mistrzostwo:
  - NBA (1994, 1995, 2014)
  - sezonu regularnego konferencji Big Ten (1990)
- Rozgrywki Sweet 16 turnieju NCAA (1990)
- Turniej NCAA (1990–1992, 2006, 2007)

Główny trener
- Turniej NCAA (2009)
- Mistrzostwo:
  - turnieju konferencji Mountain West (2009)
  - sezonu regularnego Mountain West (2009)